# Янніс Стурнарас

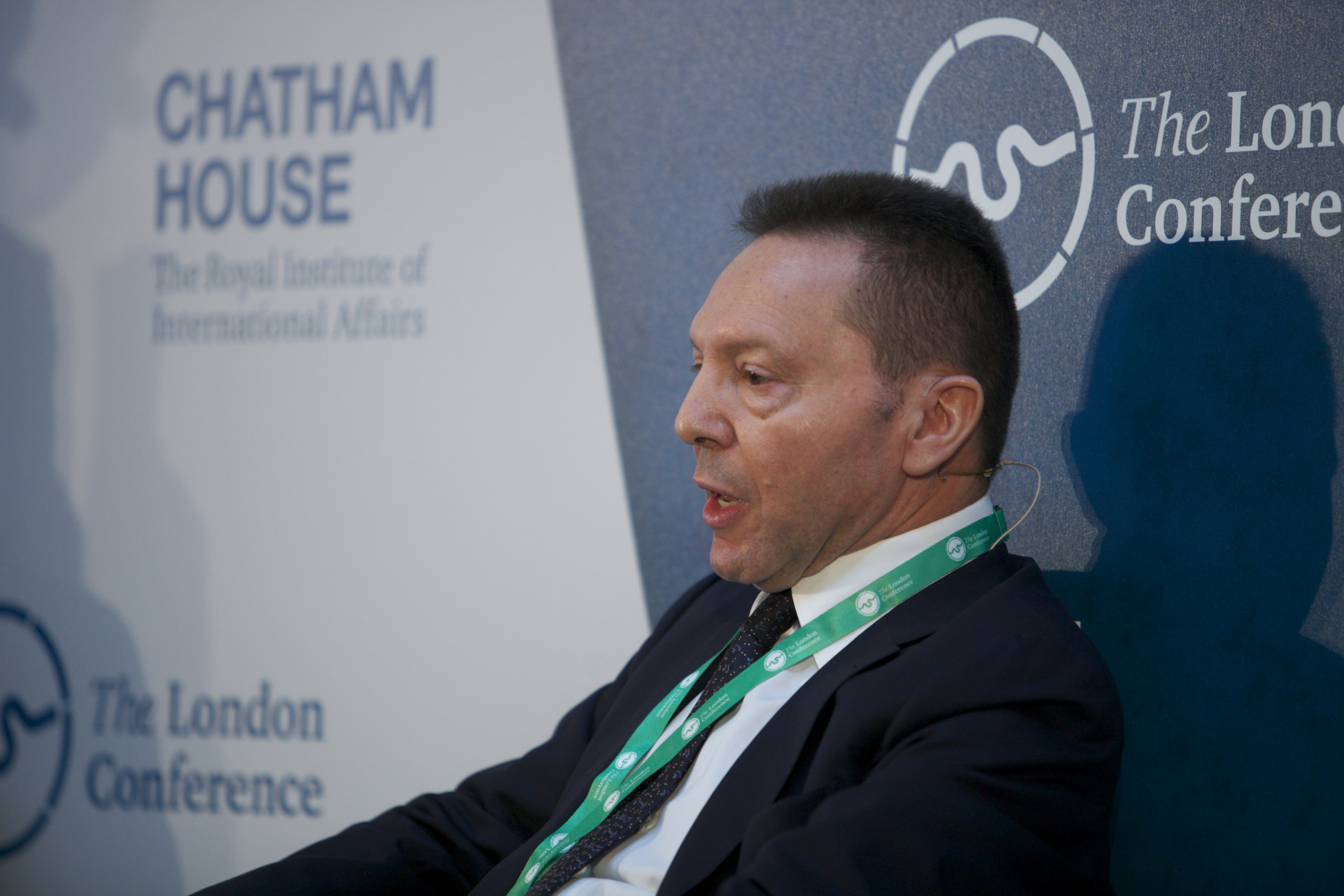
Янніс Стурнарас

Янніс Стурнарас (грец. Γιάννης Στουρνάρας, 10 грудня 1956, Афіни) — грецький економіст, чинний міністр фінансів Греції.

## Біографія
Янніс Стурнарас народився в Афінах, навчався на економічному факультеті Афінського університету та в аспірантурі Оксфордського університету. 1982 року здобув науковий ступінь phD. В період з 1981 по 1985 рік був науковим співробітником і викладачем в коледжі Святої Катерини. У той самий час працював у дослідницькому відділі Інституту енергетичних досліджень Оксфордського університету.
Після повернення в Грецію в період 1986–1989 роках служив спеціальним радником у Міністерстві народного господарства (1986–1989), спеціальним радником Банку Греції (1989–1994), представляв банк Греції на засіданнях керуючих центральних банків Європейського Союзу, президентом і генеральним директором Emporiki Bank.
Від 1989 року викладає на економічному факультеті Афінського університету, має наукове звання професора макроекономіки та економічної політики. Обіймає також посаду наукового керівника Фонду економічних і промислових досліджень (ΙΟΒΕ). Автор численних опублікуваних статей у наукових журналах з макроекономіки, теорії оптимального оподаткування, динаміки суспільного боргу, економічного і валютного союзу, економіки енергетики, грошово-кредитної політики, викривлення фінансової системи.
З 1994 року по липень 2000 року служив головою Ради економічних консультантів при Міністерстві економіки і фінансів Греції. На цій посаді брав участь у розробці макроекономічної і структурної політики (зокрема, в розробці програми конвергенції), у переговорах щодо участі Греції в Економічному та валютному союзі. Відповідав за щорічні консультації з міжнародними фінансовими інститутами, такими як Міжнародний валютний фонд, Європейська комісія та Організація економічного співробітництва та розвитку. За керівництво робочою групи з переходу Греції з драхми на євро, греки прозвали Стурнараса «Містером Євро».
17 травня 2012 року Янніс Стурнарас був вперше призначений міністром фінансів в уряді Панайотіса Пікрамменоса. 26 червня 2012 року, після відставки Васіліса Рапаноса через проблеми зі здоров'ям, Янніс Стурнарас призначений міністром фінансів Греції у коаліційному уряді на чолі із Антонісом Самарасом.